# Dyspteris gigantea
Dyspteris gigantea là một loài bướm đêm trong họ Geometridae.